# Тарабаринов, Леонид Семёнович
Леонид Семёнович Тараба́ринов (укр. Леонід Семенович Тарабаринов; 8 ноября 1928, с. Шалыгино — 6 января 2008, Харьков) — советский, украинский актёр театра и кино, театральный педагог. Народный артист СССР (1972).

## Биография
Леонид Тарабаринов родился 8 ноября 1928 года в селе Шалыгино (ныне Шосткинского района Сумской области Украины).
В 1955 году окончил Харьковский театральный институт (ныне Харьковский национальный университет искусств имени И. П. Котляревского) (курс Д. Антоновича).
С 1955 года — актёр Харьковского украинского драматического театра им. Т. Шевченко.
С 1968 года преподавал в Харьковском институте искусств им. И. П. Котляревского (с 1989 — профессор кафедры мастерства актёра).
Член Союза театральных деятелей Украины. Действительный член (академик) Академии искусств Украины.
Скончался на 80-м году жизни 6 января 2008 года в Харькове. Похоронен на 13-м городском кладбище.

### Семья
Был первым мужем (1953—1954) народной артистки РСФСР (1980), актрисы Натальи Фатеевой (род. 1934).

## Звания и награды
- Заслуженный артист Украинской ССР (1960)
- Народный артист Украинской ССР (1968)
- Народный артист СССР (1972)
- Орден «Знак Почёта»
- Медали
- Премия Союза театральных деятелей Украины «Триумф» (1995)
- Премия имени А. С. Масельского (Харьковский облсовет и Харьковская облгосадминистрация)
- Муниципальная премия имени И. А. Марьяненко (Харьков)
- Премия «Народное признание» в номинации «Театр» (Благотворительный фонд «АВЭК», Харьков, 2005)
- Почётные грамоты Министерства культуры Украины
- Почётный гражданин Харькова (2003)[2]

## Творчество

### Роли в театре
- «Гамлет» У. Шекспира (режиссёр Б. Норд) — Лаэрт
- «Король Лир» У. Шекспира — Лир
- «Живой труп» Л. Н. Толстого — Федя Протасов
- «Украденное счастье» И. Я. Франко — Микола Задорожный
- «Каменный властелин» Л. Украинки — Дон Жуан
- «Гайдамаки» Т. Г. Шевченко — Ярема
- «Вишнёвый сад» А. П. Чехова — Фирс
- «Три сестры» А. П. Чехова — Чебутыкин
- «Пять бриллиантов молочника Тевье» по Шолом-Алейхему — Тевье
- «Двое на качелях» У. Гибсона — Джерри
- «Суета» И. К. Карпенко-Карого — Михайло
- «Шельменко-денщик» Г. Ф. Квитки-Основьяненко — Шпак
- «Чудаки» М. Горького — Мастаков
- «Платон Кречет» А. Е. Корнейчука — Берест
- «Расплата» А. Е. Корнейчука — Михайло
- «Русские люди» К. М. Симонова — Васин
- «Перекоп» И. П. Кавалеридзе — Стоян
- «Забыть Герострата!» Г. И. Горина — Клеон
- «Лимеривна» П. Мирного — Василь Безродный
- «Дама с камелиями» А. Дюма
- «Кто виноват?» И. К. Карпенко-Карого
- «Седьмая свеча» З. В. Сагалова
- «Четыре с половиной. Гольдони. Венеция» А. Жолдака, В. Мамонтова по мотивам комедии К. Гольдони «Слуга двух господ»
- «Один день Ивана Денисовича» А. Жолдака по А. И. Солженицыну.

### Роли в кино
- 1958 — Поэма о море — Валерий Голик
- 1960 — Кровь людская — не водица — Данило Пидопригора
- 1961 — Дмитро Горицвит — Данило Пидопригора
- 1962 — Молчат только статуи — Иващенко
- 1965 — Хочу верить — врач, ученик Николы Олексича
- 1965 — Проверено — мин нет — Демид
- 1972 — Визит вежливости — командир корабля
- 1972 — Длинная дорога в короткий день — Баглаш
- 1972 — Платон Кречет (фильм-спектакль)
- 1976 — Эквилибрист — военврач
- 1982 — Если враг не сдаётся… — эпизод
- 2005 — Безумие: вызов и борьба — Герасим
- 2006 — Когда боги уснули — Василий Назарович, тренер